# Cirrhibarbis
Cirrhibarbis is een monotypisch geslacht van straalvinnige vissen uit de familie van beschubde slijmvissen (Clinidae).

## Soort
- Cirrhibarbis capensis Valenciennes, 1836